# 이영익 (기업인)
이영익(1939년 - )는 대한민국의 기업인이다.

## 학력
- 경복고등학교
- 연세대학교 정치외교학과 학사
- 연세대학교 행정대학원 수료

## 경력
- MBC 보도본부 기자
- MBC 편집부 부장 (부국장 직무대리)
- MBC 보도국 부국장 (홍보조사실 실장 겸임)
- 미국 유타주 브리컴경영대 연수
- MBC 올림픽방송 기획실장
- MBC 방송연구소 이사대우 소장
- MBC 도쿄지사 이사대우 지사장
- MBC 심의평가실 자문위원 (국장급)
- 강릉문화방송 대표이사 사장
- 춘천문화방송 대표이사 사장
- 한국방송협회 이사
- 방송위원회(현 방송통신심의위원회) 보도교양심의위원회 위원
- 드림씨티방송 대표이사 사장